# Comuna Sălcioara, Dâmbovița
Sălcioara este o comună în județul Dâmbovița, Muntenia, România, formată din satele Bănești (reședința), Cătunu, Cuza Vodă, Ghinești, Mircea Vodă, Moara Nouă, Movila, Podu Rizii și Sălcioara.

## Așezare
Comuna Sălcioara este situată în partea de sud a județului Dâmbovița, pe o suprafață de 52,9 km². Relieful este de câmpie, ușor vălurit, și este străbătut de râul Dâmbovița și de râul Ilfov.
Orașe apropiate: Titu (7 km), Târgoviște (23 km) și Găești (25 km).

## Istorie
La sfârșitul secolului al XIX-lea, pe teritoriul actual al comunei funcționau în plasa Ialomița a județului Dâmbovița comunele Ghinești și Mircea Vodă. Comuna Ghinești cu satele Ghinești și Cârciuma lui Vișanu (astăzi, Cătunu), cu o populație de 500 de locuitori. Comuna Mircea Vodă avea în ea doar satul omonim, a fost înființată odată cu acesta, în 1887, din însurăței. Restul satelor comunei actuale erau împărțite la comunele vecine: satele Beșteloaia (astăzi, Sălcioara) și Bănești făceau parte din Bolovani, iar Podu Rizii făcea parte din comuna Braniștea.
În 1925, comuna Ghinești avea aceeași structură și 796 de locuitori, fiind arondată plășii Titu din același județ. Comuna Mircea Vodă avea atunci 738 de locuitori.
În 1931, a fost înființată comuna Beșteloaia, cu satele Bănești, Beșteloaia, Moara Nouă și Podu Rizii, comună ce a constituit nucleul actualei comune Sălcioara.
Comunele au fost arondate în 1950 raionului Târgoviște din regiunea Prahova și apoi (după 1952) din regiunea Ploiești. În 1968, ele au revenit la județul Dâmbovița și au fost comasate sub numele de comuna Sălcioara, care a căpătat structura actuală.

## Demografie
Componența etnică a comunei Sălcioara
     Români (93,75%)
     Alte etnii (0,32%)
     Necunoscută (5,93%)
Componența confesională a comunei Sălcioara
     Ortodocși (93,16%)
     Alte religii (0,48%)
     Necunoscută (6,36%)
Conform recensământului efectuat în 2021, populația comunei Sălcioara se ridică la 3.742 de locuitori, în scădere față de recensământul anterior din 2011, când fuseseră înregistrați 4.081 de locuitori. Majoritatea locuitorilor sunt români (93,75%), iar pentru 5,93% nu se cunoaște apartenența etnică. Din punct de vedere confesional, majoritatea locuitorilor sunt ortodocși (93,16%), iar pentru 6,36% nu se cunoaște apartenența confesională.
Numărul de locuințe și populația din Comuna Sălcioara, conform recensământului din 18 martie 2002 și suprafața de teren cuprinsă în intravilanul Comunei Sălcioara, conform P.U.G. elaborat în 1992 , sunt următoarele:
| Sat component al comunei Sălcioara | Case | Locuitori | Suprafața intravilanului (ha) |
| ---------------------------------- | ---- | --------- | ----------------------------- |
| Bănești                            | 134  | 304       | 43,20                         |
| Cătunu                             | 53   | 169       | 11,80                         |
| Cuza Vodă                          | 184  | 451       | 67,30                         |
| Ghinești                           | 371  | 1139      | 82,00                         |
| Mircea Vodă                        | 315  | 864       | 145,10                        |
| Moara Nouă                         | 9    | 20        | 7,15                          |
| Movila                             | 91   | 271       | 15,50                         |
| Podu Rizii                         | 297  | 772       | 62,00                         |
| Sălcioara                          | 92   | 188       | 26,55                         |
| TOTAL Comuna Sălcioara             | 1546 | 4178      | 460,60                        |

În anul 2009, populația stabilă a comunei era de 4018 locuitori, din care 3193 de 18 ani și peste. 
Suprafața de teren cuprinsă în extravilanul Comunei Sălcioara este următoarea :
| Categoria de teren extravilan | Suprafața (ha) |
| ----------------------------- | -------------- |
| Teren arabil                  | 4558           |
| Pășune                        | 346            |
| Pădure                        | 572            |
| Livezi                        | 1              |
| Luciu de apă                  | 157            |
| TOTAL                         | 5912           |

Primarul Valentin Pârvu, PSD, (născut 24.06.1960), reales în 2008, este în funcție din 1990.

## Politică și administrație
Comuna Sălcioara este administrată de un primar și un consiliu local compus din 13 consilieri. Primarul, Florina Ivașcu[*], de la Partidul Național Liberal, este în funcție din 1 noiembrie 2024. Începând cu alegerile locale din 2024, consiliul local are următoarea componență pe partide politice:
|  | Partid                          | Consilieri | Componența Consiliului | Componența Consiliului | Componența Consiliului | Componența Consiliului | Componența Consiliului | Componența Consiliului |
|  | ------------------------------- | ---------- | ---------------------- | ---------------------- | ---------------------- | ---------------------- | ---------------------- | ---------------------- |
|  | Partidul Social Democrat        | 6          |                        |                        |                        |                        |                        |                        |
|  | Partidul Național Liberal       | 5          |                        |                        |                        |                        |                        |                        |
|  | Alianța pentru Unirea Românilor | 2          |                        |                        |                        |                        |                        |                        |